# Milango
Milango è un singolo di Iva Zanicchi con "Paolo di Sabatino Trio" pubblicato nel 2011 dall'etichetta discografica Irma Records.
Nel brano sono presenti il sassofonista argentino Javier Girotto, e il fisarmonicista Davide Cavuti (co-autore del testo).

## Il disco
La canzone originale Milango, musica composta da Paolo di Sabatino e testo scritto da Davide Cavuti e dallo stesso Di Sabatino, è stata interpretata dalla cantante Iva Zanicchi, per  Irma Records.
La canzone fa parte del disco Voices di Paolo di Sabatino, che firma le musiche di tutte le canzoni interpretate dai cantanti Fabio Concato, Gino Vannelli, Grazia Di Michele, Peppe Servillo, Gegè Telesforo, Awa Ly.
1. ↑   Copia archiviata, su abruzzoweb.it. URL consultato il 7 aprile 2020 (archiviato dall'url originale il 7 aprile 2020).